# Ngô Tất Tố
Ngô Tất Tố (吳必做, 1893 – 20 tháng 4 năm 1954) là một nhà văn, nhà báo, nhà Nho học, dịch giả và nhà nghiên cứu có ảnh hưởng lớn ở Việt Nam giai đoạn trước 1954.

## Tiểu sử

### Xuất thân
Ngô Tất Tố sinh năm 1893 (mất năm 1954) ở làng Lộc Hà, tổng Hội Phụ, phủ Từ Sơn, Bắc Ninh (nay là thôn Lộc Hà, xã Mai Lâm, huyện Đông Anh, Hà Nội). Ông là con thứ hai, nhưng là trưởng nam trong một gia đình có bảy anh chị em, ba trai, bốn gái. Lúc còn nhỏ Ngô Tất Tố được thụ hưởng một nền giáo dục Nho học. Từ năm 1898, Ngô Tất Tố được ông nội dạy vỡ lòng chữ Hán ở quê, sau đó ông theo học ở nhiều làng quê trong vùng. Năm 1912, Ngô Tất Tố học tư chữ Pháp một thời gian ngắn và bắt đầu tham dự các kỳ thi truyền thống lúc bấy giờ vẫn còn được triều đình nhà Nguyễn tổ chức. Ông đỗ kỳ sát hạch, nhưng thi hương bị hỏng ở kỳ đệ nhất. Đến năm 1915, ông đỗ đầu kỳ khảo hạch toàn tỉnh Bắc Ninh, nên được gọi là đầu xứ Tố, rồi thi hương lần thứ hai, khoa Ất Mão, cũng là khoa thi hương cuối cùng ở Bắc Kì. Ông qua được kỳ đệ nhất, nhưng bị hỏng ở kỳ đệ nhị.
Năm 1926, Ngô Tất Tố ra Hà Nội làm báo. Ông viết cho tờ An Nam tạp chí. Nhưng vì thiếu tiền, tờ báo này phải tự đình bản, Ngô Tất Tố cùng với Tản Đà đã vào Sài Gòn. Mặc dù không thật sự thành công trong cuộc thử sức ở Nam Kì, nhưng tại đây, Ngô Tất Tố đã có cơ hội tiếp cận với tri thức và văn hóa thế giới ở vùng đất khi đó là thuộc địa chính thức của Pháp cũng như theo đuổi nghề báo để chuẩn bị sau này trở thành một nhà báo chuyên nghiệp. Trong thời kỳ này, ông viết với các bút danh Bắc Hà, Thiết Khẩu Nhi, Lộc Hà, Tân Thôn Dân...
Sau gần ba năm ở Sài Gòn, Ngô Tất Tố trở ra Hà Nội. Ông tiếp tục sinh sống bằng cách viết bài cho các báo: An Nam tạp chí, Thần chung, Phổ thông, Đông Dương, Hải Phòng tuần báo, Thực nghiệp, Con ong, Việt nữ, Tiểu thuyết thứ ba, Tương lai, Công dân, Đông Pháp thời báo, Thời vụ, Hà Nội tân văn, Tuần lễ... với 29 bút danh khác nhau như: Thục Điểu, Lộc Hà, Lộc Đình, Thôn Dân, Phó Chi, Tuệ Nhơn, Thuyết Hải, Xuân Trào, Hy Cừ... Trong thời gian những năm 1936-1939, Ngô Tất Tố viết nhiều tác phẩm chỉ trích quan lại tham nhũng phong kiến.
Hà Văn Đức, trong bài viết Ngô Tất Tố - Nhà văn tin cậy của nông dân (báo Nhân dân, ngày 10 tháng 6 năm 1997), cho biết năm 1935, Ngô Tất Tố từng bị chánh sở mật thám Hà Nội gọi lên "để mua chuộc", nhưng ông từ chối. Ngoài ra, nhiều lần Ngô Tất Tố bị cấm viết báo và bị trục xuất khỏi Hà Nội, Hải Phòng, Nam Định. Năm 1939, chính quyền thực dân Pháp ra lệnh cấm tác phẩm Tắt đèn. Nhà Ngô Tất Tố ở Bắc Ninh bị nhà chức trách khám xét và ông bị bắt giam ở Hà Nội vài tháng.

### Sau Cách mạng tháng Tám
Năm 1945, khi Cách mạng tháng Tám nổ ra, Ngô Tất Tố tham gia vào ủy ban giải phóng ở xã Lộc Hà quê ông. Năm 1946, Ông gia nhập Hội văn hóa cứu quốc và lên Việt Bắc tham gia kháng chiến chống Pháp. Thời gian này, Ngô Tất Tố đảm nhiệm cương vị Chi hội trưởng chi hội văn nghệ Việt Bắc, hoạt động ở Sở thông tin khu XII, tham gia viết các báo Cứu quốc khu XII, Thông tin khu XII, tạp chí Văn nghệ, báo Cứu quốc trung ương... Ngoài ra, ông còn viết văn. Ngô Tất Tố được bầu vào vị trí ủy viên Ban chấp hành Hội văn nghệ Việt Nam tại đại hội Văn nghệ toàn quốc lần thứ nhất (1948).
Do tuổi cao mắc bệnh huyết áp ông đã từ trần ngày 20 tháng 4 năm 1954, hưởng thọ 61 tuổi tại Yên Thế, Bắc Giang. Không rõ Ngô Tất Tố có bao nhiêu người con, nhưng ông có bốn con trai đã trưởng thành là Ngô Mạnh Duẩn, Ngô Thúc Liêu (liệt sĩ), Ngô Hoành Trù (kĩ sư chế tạo máy), Ngô Hải Cao (liệt sĩ) và ba người con gái là Ngô Thị Khiết, Ngô Thị Miễn và Ngô Thị Thanh Lịch (đại biểu quốc hội khóa IV của tỉnh Hải Hưng). Chồng bà Lịch, tiến sĩ Cao Đắc Điểm là một nhà nghiên cứu khá tích cực về Ngô Tất Tố

## Nghề nghiệp khác

### Nhà báo
Ngô Tất Tố không chỉ là nhà văn mà còn là một nhà báo nổi tiếng. Các tác giả nghiên cứu Di sản báo chí Ngô Tất Tố - ý nghĩa lý luận và thực tiễn đối với sự nghiệp phát triển báo chí thủ đô do Hội nhà báo thành phố Hà Nội thực hiện năm 2004 với người đứng đầu là giáo sư, nhà phê bình văn học Phan Cự Đệ cho biết họ tìm thấy 1.350 tác phẩm (gần 4.500 trang) đã đăng báo của Ngô Tất Tố với 59 bút danh khác nhau. Năm 2005, tại hội thảo Những phát hiện mới về thân thế và tư cách nhà văn hóa của Ngô Tất Tố, một thống kê khác được công bố cho biết trong 28 năm làm báo, Ngô Tất Tố đã viết gần 1.500 bài (mới tìm thấy 1.360 bài) cho 27 tờ báo và tạp chí với 29 bút danh.
Ngô Tất Tố viết nhiều thể loại báo chí, trong đó tiểu phẩm và phóng sự là hai thể loại đã giúp ông thành danh. Ông còn phụ trách nhiều chuyên mục của nhiều tờ báo hàng ngày và hàng tuần. Nhà văn, nhà báo kỳ cựu Vũ Bằng, trong Mười bốn gương mặt nhà văn đồng nghiệp (Nhà xuất bản Hội nhà văn, Hà Nội, 2004), từng khẳng định "Ngô Tất Tố là một huấn luyện viên của tôi trong nghề báo". Di sản báo chí của Ngô Tất Tố trở thành những tư liệu phong phú, chi tiết, phản ánh toán diện và trung thực xã hội Việt Nam đầu thế kỷ XX.
Các tác giả trong đề tài nghiên cứu nói trên kết luận rằng tiểu phẩm báo chí của Ngô Tất Tố đạt được năm thành tựu cơ bản: thuyết phục, truyền cảm, điển hình hóa mà không hư cấu; nghệ thuật trào lộng, đả kích và phong cách đậm đà bản sắc dân tộc. Về thái độ làm báo, Ngô Tất Tố được đánh giá là một nhà báo có dũng khí, trung thực, thẳng thắn, nhạy bén và cập nhật tình hình khẩn cấp

### Nhà nghiên cứu
Ông nghiên cứu rất nhiều các thể loại văn học khác nhau. Ông là một học giả có nhiều công trình khảo cứu về triết học, văn học cổ có giá trị.

## Phong cách

### Chủ nghĩa hiện thực về người nông dân
Ngô Tất Tố được coi là nhà văn hàng đầu của trào lưu hiện thực phê phán ở Việt Nam trước 1945 với các tác phẩm tiêu biểu như Tắt đèn, Việc làng, Tập án cái đình, Lều chõng.
Nhà văn Vũ Trọng Phụng (1912-1939) từng khen ngợi Tắt đèn là "một tiểu thuyết có luận đề xã hội hoàn toàn phụng sự dân quê, một áng văn có thể gọi là kiệt tác, tòng lai chưa từng thấy". Phong Lê, trên Tạp chí Sông Hương tháng 12 năm 2003, gọi những tác phẩm viết về nông thôn của Ngô Tất Tố là "một nhận thức toàn diện và sâu sắc, đầy trăn trở và xúc động về cảnh ngộ và số phận người nông dân Việt Nam" đạt đến "sự xúc động sâu xa và bền vững". Ấn tượng bao trùm về Tắt đèn là một bức tranh đời sống sắc sảo, góc cạnh và chi tiết trên tất cả mọi chân dung và đối thoại, không trừ ai, trong số mấy chục nhân vật có tên hoặc không tên, xoay quanh một hình tượng trung tâm là chị Dậu. Nhịp điệu của Tắt đèn là một hơi văn mạnh mẽ và rắn rỏi từ đầu đến cuối.
Từ một góc nhìn khác, nhà phê bình văn học Vương Trí Nhàn, trong bài Ngô Tất Tố và một cách thích ứng trước thời cuộc trích từ cuốn Nhà văn tiền chiến và quá trình hiện đại hóa (Nhà xuất bản Đại học quốc gia Hà Nội, 2005), viết Tắt đèn là một thiên tiểu thuyết "rất xúc động" khiến người đọc có thể "nhiều phen ứa nước mắt".
Còn thiên phóng sự Việc làng được coi là một trong những tác phẩm báo chí toàn diện và chi tiết nhất về bộ mặt nông thôn Việt Nam trước năm 1945. Phong Lê, trong bài đã dẫn, cho rằng Việc làng phản ánh "tận chiều sâu những cội rễ của cả hai mặt phong tục và hủ tục, nó tồn tại dai dẳng đến thế, không chỉ đến thời Ngô Tất Tố viết Việc làng, mà cả cho đến hôm nay".

### Nhà văn giao thời
Ngô Tất Tố là một nhà nho lão thành, thấm sâu nền văn hóa cũ, từng mang lều chõng đi thi, từng đỗ đạt. Trong hồi ký Bốn mươi năm nói láo, nhà văn Vũ Bằng (1913-1984), có thời gian cùng làm việc với Ngô Tất Tố, từng kể lại là ở ông có chất thầy đồ cổ lỗ đến như thế nào. Tuy nhiên, Ngô Tất Tố không hoàn toàn là một người lạc hậu, nhất là trong những tác phẩm của ông. Nhà phê bình Vương Trí Nhàn nhận xét: "Trong khi về mặt tính cách, người ta thấy Ngô Tất Tố gắn liền với lớp người trưởng thành từ đầu thế kỷ 20 như Phan Kế Bính, Nguyễn Trọng Thuật, Phạm Duy Tốn... thì tác phẩm của ông lại thường được xếp cạnh các tác phẩm của Nguyễn Công Hoan, Thạch Lam, Vũ Trọng Phụng (nghĩa là thuộc về một giai đoạn chín đẹp của thế kỷ này, những năm 30 huy hoàng)".
Tính chất giao thời trong ngòi bút của Ngô Tất Tố thể hiện rõ nét trong tác phẩm Lều chõng. Tiểu thuyết này được đăng tải dần trên báo Thời vụ từ năm 1939 và sau đó được xuất bản thành sách năm 1941. Lều chõng ra đời trong bối cảnh đang dấy lên phong trào phục cổ, kêu gọi trở lại với nền văn hóa giáo dục cũ, những giá trị tinh thần và tôn ti trật tự của giáo lý Khổng Mạnh, những tập tục cũ ở nông thôn, trên quan trường và ở các gia đình phong kiến.
Lều chõng ghi lại một thiên phóng sự tiểu thuyết về chế độ giáo dục và khoa cử phong kiến trong những ngày cuối cùng, dưới triều Nguyễn, miêu tả tấn bi kịch của những nhà nho có tài trong xã hội phong kiến và được coi là lời chỉ trích sâu sắc những tồn tại của nền văn hóa cũ. Trong lời giới thiệu Lều chõng (nhà xuất bản Văn học, 2002), có đoạn: "Tác phẩm của Ngô tất Tố như một lời cải chính, hơn thế, một bản tố cáo chế độ khoa cử lỗi thời và thấp thoáng sau mỗi chương, mỗi hàng chữ là một nụ cười chế giễu, có khi là tiếng cười ra nước mắt".
Tuy nhiên, Lều chõng không chỉ mang ý nghĩa phê phán. Vương Trí Nhàn nhận xét: "Mặc dù sự khuôn phép trong thi cử được miêu tả trong Lều chõng như một cái gì cực kỳ vô lý, song trong cái khung tưởng rất chật hẹp đó, nhân vật Đào Vân Hạc... vẫn thanh thoát tự do trong cách sống", cho thấy "cái nhìn lưu luyến với quá khứ" của chính Ngô Tất Tố. Hơn thế, đó không phải chỉ là sự tiếc thương xoàng xĩnh, nó cho thấy "sự cắt đứt của Ngô Tất Tố, mà cũng là của nhiều người đương thời, với quá khứ, sự thích ứng với hoàn cảnh mới, nền văn hoá mới, là quyết liệt, song cũng là có tình có lý đến như thế nào".
Sự thích ứng của Ngô Tất Tố đã mang đến những kết quả rõ rệt trên con đường văn nghiệp của ông. Nhà phê bình Vũ Ngọc Phan nhận xét về sự thay đổi ở Ngô Tất Tố: "ông vào số những nhà Hán học đã chịu ảnh hưởng văn học Âu Tây và được người ta kể vào hạng nhà nho có óc phê bình, có trí xét đoán có tư tưởng mới" (Nhà văn hiện đại). Tóm lại, qua những trang viết của mình, Ngô Tất Tố cho thấy ông là đại diện tiêu biểu cho những thay đổi của một lớp người trí thức trong giai đoạn giao thời, sự dung hòa tương thích giữa nền văn hóa mới và cũ.

## Tác phẩm
- Ngô Việt Xuân Thu (dịch, 1929)
- Hoàng Hoa Cương (dịch, 1929)
- Vua Hàm Nghi với việc kinh thành thất thủ (truyện ký lịch sử, 1935)
- Đề Thám (truyện ký lịch sử, viết chung, 1935)
- Trong rừng Nho[5] (tiểu thuyết, 1937)
- Tắt đèn (tiểu thuyết, báo Việt nữ, 1937), (Mai Lĩnh xuất bản, 1939)
- Lều chõng (phóng sự tiểu thuyết, báo Thời vụ, 1939-1944), (Mai Lĩnh xuất bản, 1952)
- Tập án cái đình (Phóng sự,1939)
- Thơ và tình (dịch thơ Trung Quốc, 1940)
- Đường thi (sưu tầm, chọn và dịch, 1940)
- Việc làng (phóng sự, báo Hà Nội tân văn, 1940-1941), (Mai Lĩnh xuất bản, 1941)
- Thi văn bình chú - tủ sách Tao Đàn - nhà xuất bản Tân Dân - Hà Nội (tuyển chọn, giới thiệu, 1941)
- Văn học đời Lý (tập I) và Văn học đời Trần (tập II) (trong bộ Việt Nam văn học) (nghiên cứu, giới thiệu, 1942)
- Lão Tử (biên soạn chung, 1942)
- Mặc Tử (biên soạn, 1942)
- Hoàng Lê nhất thống chí (dịch, tiểu thuyết lịch sử, báo Đông Pháp, 1942)
- Suối thép (dịch, tiểu thuyết, 1946)
- Trước lửa chiến đấu (dịch, truyện vừa, 1946)
- Trời hửng (dịch, truyện ngắn, 1946)
- Duyên máu (dịch, truyện ngắn, 1946)
- Doãn Thanh Xuân (dịch, truyện ngắn, 1946-1954)
- Địa dư các nước châu Âu (biên soạn chung với Văn Tân, 1948)
- Địa dư các nước châu Á, châu Phi (biên soạn chung với Văn Tân, 1949)
- Địa dư Việt Nam (biên soạn, 1951)
- Nữ chiến sĩ Bùi Thị Phác (kịch bản chèo, 1951).
- Đóng góp (kịch, 1951)
- Kinh dịch (chú giải, 1953)
- Ngô Tất Tố và tác phẩm (tuyển tập, 2 tập, Nhà xuất bản Văn học, 1971, 1976)
- Ngô Tất Tố - Toàn tập (5 tập, Nhà xuất bản Văn học, 1996)
- Ngô Tất Tố - Toàn tập, bộ mới (dự kiến 30 tập, Nhà xuất bản Hội nhà văn - Công ty văn hóa Phương Nam, 2005)

## Giải thưởng
- Giải thưởng Hồ Chí Minh (đợt 1) năm 1996.